# توم بانكس (لاعب كرة قدم أمريكية)
توم بانكس (بالإنجليزية: Tom Banks)‏ هو لاعب كرة قدم أمريكية أمريكي، ولد في 20 أغسطس 1948 في برمنغهام في الولايات المتحدة.

## وصلات خارجية
- توم بانكس على موقع مرجع كرة القدم المحترفة.كوم (الإنجليزية)